# Aratinga de Wagler
L'aratinga de Wagler (Aratinga wagleri) és una espècie d'ocell de la família dels psitàcids que habita la selva humida i conreus de les muntanyes de Colòmbia, nord de Veneçuela, oest de l'Equador i el Perú.